# Do-Dodonpa
Do-Dodonpa (jap. ドドンパ) im Fuji-Q Highland (富士急ハイランド, Fujikyū Hairando) im japanischen Fujiyoshida war ein Launched Coaster vom Modell Thrust Air 2000 des Herstellers S&S Worldwide, der am 21. Dezember 2001 unter dem Namen Dodonpa eröffnet wurde und damit die weltweit zweite Achterbahn nach HyperSonic XLC in Kings Dominion, deren Launch mit Druckluft arbeitet. Sie wurde an der Stelle errichtet, an der bis 2000 Moonsault Scramble ihre Runde fuhr. Seit dem 13. August 2021 war sie außer Betrieb, bis sie am 14. März 2024 schließlich endgültig geschlossen und abgerissen wurde.
Bei ihrer Eröffnung war Dodonpa 52 m hoch und erreichte durch ihren pneumatischen Abschuss innerhalb von 1,8 Sekunden ihre Höchstgeschwindigkeit von 172 km/h. Zu diesem Zeitpunkt galt sie als die schnellste Achterbahn der Welt, davor teilten sich Superman: Escape from Krypton und Tower of Terror diesen Titel. Zurzeit der Schließung (Stand Juni 2023) war sie die fünftschnellste Achterbahn der Welt, trägt aber immer noch den Weltrekord als Achterbahn mit der stärksten Beschleunigung beim Abschuss.

## Fahrt
Schon in der Warteschlange sind tiefe, dumpfe Trommelschläge zu hören, von denen sich auch der Name der Bahn, Dodonpa, ableitet. Diese perkussive Musik, die die Klänge „Do-don-pa“ darstellt, wird mit Taiko-Trommeln, alten, traditionellen japanischen Trommeln, erzeugt. Solche Trommeln wurden früher verwendet, um Macht und Einfluss von japanischen Dörfern zu demonstrieren, außerdem wurden sie vermutlich im Krieg verwendet, um unter anderem den Feind mit dem donnernden Klang zu verschrecken.
Nachdem die Passagiere in einem der vier Züge Platz genommen haben, rollt dieser zum Launch. Dort geht eine japanische Stimme eine Checkliste durch und startet einen Countdown. Die Fahrgäste haben drei Minuten Zeit, um sich mental vorzubereiten, währenddessen baut sich der Druck im Launch-System auf, dann wird der Zug innerhalb von 1,56 Sekunden auf die Höchstgeschwindigkeit von 180 km/h beschleunigt. Dabei werden die Passagiere mit bis zu 3,27 g gegen die Rückenlehne der Sitze gedrückt. Manchmal wird auch ein „Fehlstart“ simuliert, und Sirenen heulen los, nur um die Passagiere gleich darauf mit einem „versehentlichen“ Launch des Zuges zu überraschen. Nach dem Launch folgt eine weite Kurve, bevor der Zug den 49 m hohen Looping durchfährt. Insgesamt legt der Zug dabei eine Strecke von 1244 Metern zurück.

## Züge
Do-Dodonpa besitzt vier Züge mit jeweils vier Wagen. In jedem Wagen können zwei Personen (eine Reihe mit zwei Personen) Platz nehmen. Die vier Züge sind jeweils mit verschiedenen farbigen Motiven gestaltet: Gepard, Schlange, Zebra und Erdbeere.
Als Besonderheit besitzen die Züge keine gewöhnlichen Räder aus Metall mit Kunststoffbelag, wie sie normalerweise für Achterbahnen verwendet werden, sondern luftgefüllte Reifen, die beispielsweise bei Kleinflugzeugen zum Einsatz kommen.

## Umbau
Anfang Oktober 2016 wurde Dodonpa geschlossen und im Sommer 2017 als Do-Dodonpa wieder eröffnet. Während dieser Umbau-Phase wurde ein 52 Meter hoher Top-Hat entfernt und durch den 49 m hohen Vertikallooping ersetzt. Weiterhin wurde der Abschuss beschleunigt: während früher innerhalb von 1,8 Sekunden eine Geschwindigkeit von 172 km/h erreicht wurde, wird heute innerhalb von 1,56 Sekunden eine Geschwindigkeit von 180 km/h erreicht. Vor dem Umbau betrug die Länge 1189 Meter. Die Züge von Dodonpa waren als Gesichter gestaltet und stellten die Mitglieder einer Familie dar. Jeder Zug hatte dabei ein anderes Gesicht, darunter Vater, Mutter, Schwester und das Baby.